# Synagoga v Olomouci
Synagoga v Olomouci (popř. templ) stála na dnešním Palachově náměstí (dříve Náměstí Marie Terezie) v letech 1897–1939.

## Historie
Byla vystavěna v módním orientálně-maurském slohu podle plánů význačného architekta Jakoba Gartnera, podnět k její výstavbě dal tehdejší olomoucký rabín Berthold Oppenheim. Přípravný výbor pak osobně vedl předseda olomoucké židovské obce, sladovnický průmyslník Eduard Hamburger. Synagoga byla slavnostně zasvěcena dne 11. dubna 1897. Menší stavební úpravy templu prováděla v roce 1932 firma ing. Bedřicha Schönfelda (interiér), roku 1937 ing. Arnošta Weisze (fasáda). V jejím sousedství byla postavena i budova rabinátu. Bezprostředně po okupaci ČSR byla zapálena místními zfanatizovanými nacisty, požár se neúspěšně pokoušelo uhasit 15 hasičských sborů. Trosky budovy byly postupně odklízeny vězni tehdejšího režimu až do roku 1941, poté bylo místo upraveno na parčík.
Roku 1955 byl na místě zbořené synagogy instalován pomník Lenina a Stalina, který byl odstraněn v lednu 1990. Dnes parcela patří Židovské obci Olomouc a nachází se na ni parkoviště. Na sousední univerzitní budově (dnes budova Filozofické fakulty Univerzity Palackého v Olomouci) třída Svobody 26 je připevněna pamětní deska synagogy.

## Parametry
Synagoga byla jednou z hlavních dominant města. Hvězdička na centrální kopuli dosahovala do výše 38 metrů. Dovnitř se vešlo téměř 750 věřících (440 můžu a 304 žen).

## Galerie

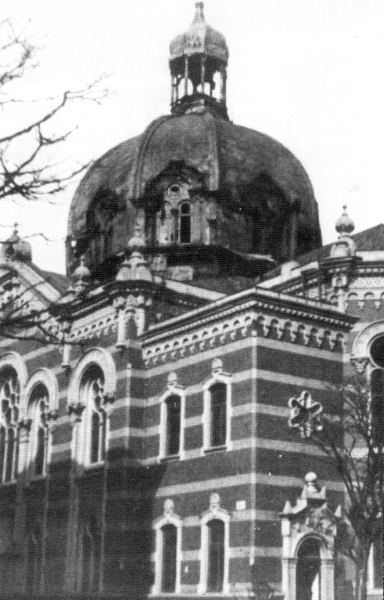
Detailní fotografie budovy z roku 1938
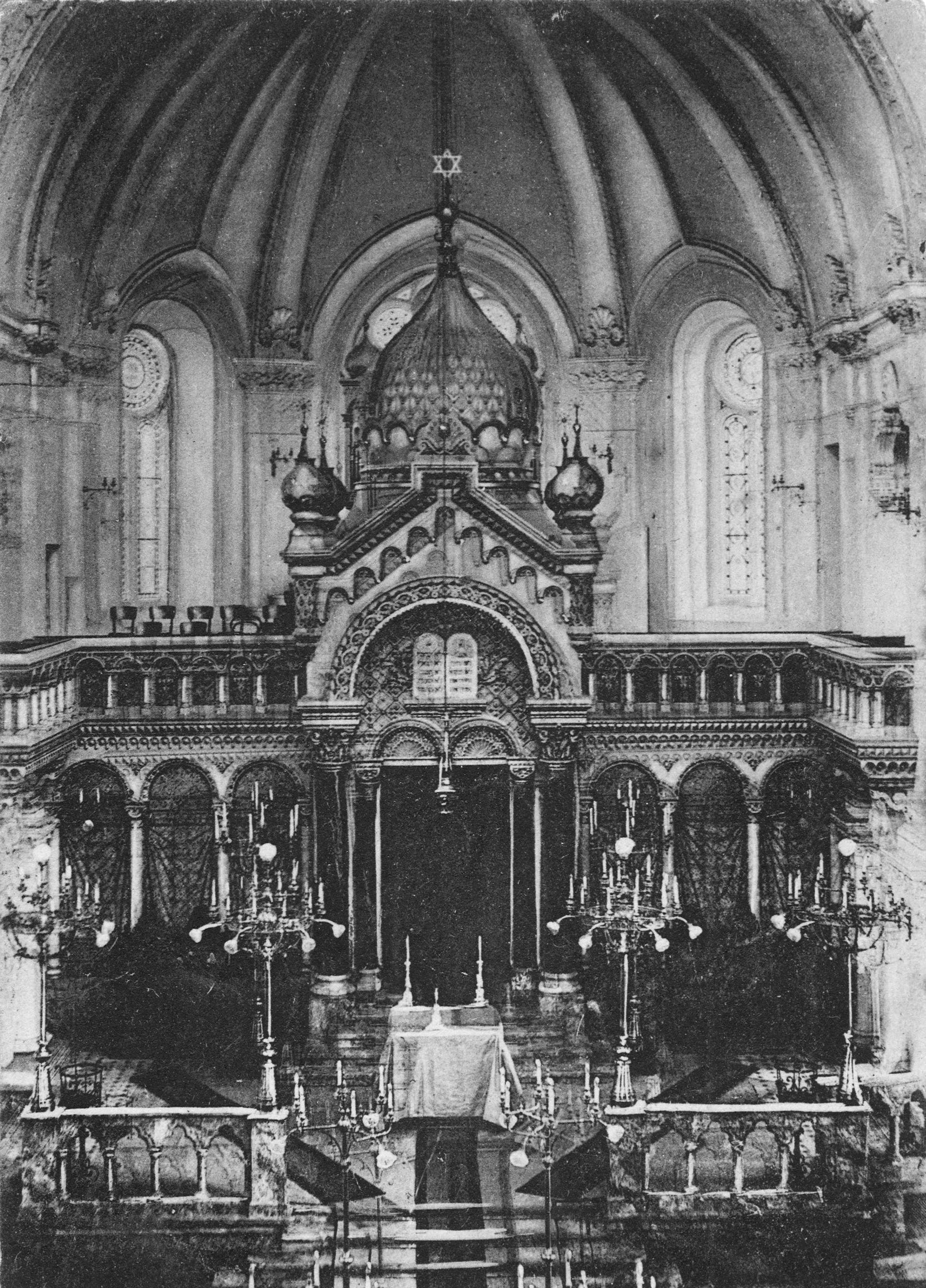
Interiér templu s pohledem na aron ha-kodeš a řečniště
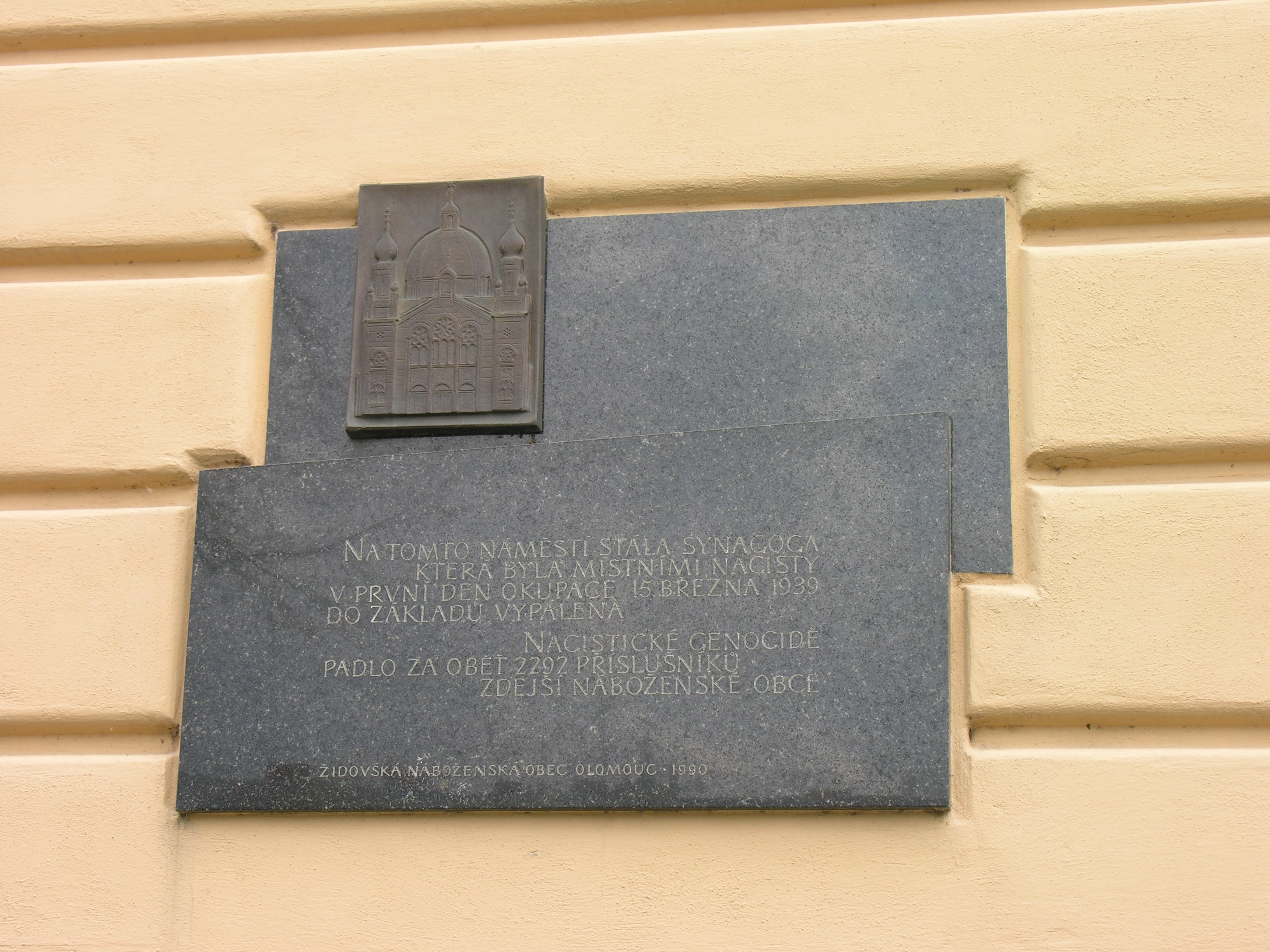
Pamětní deska na fasádě sousední budovy PřF UP
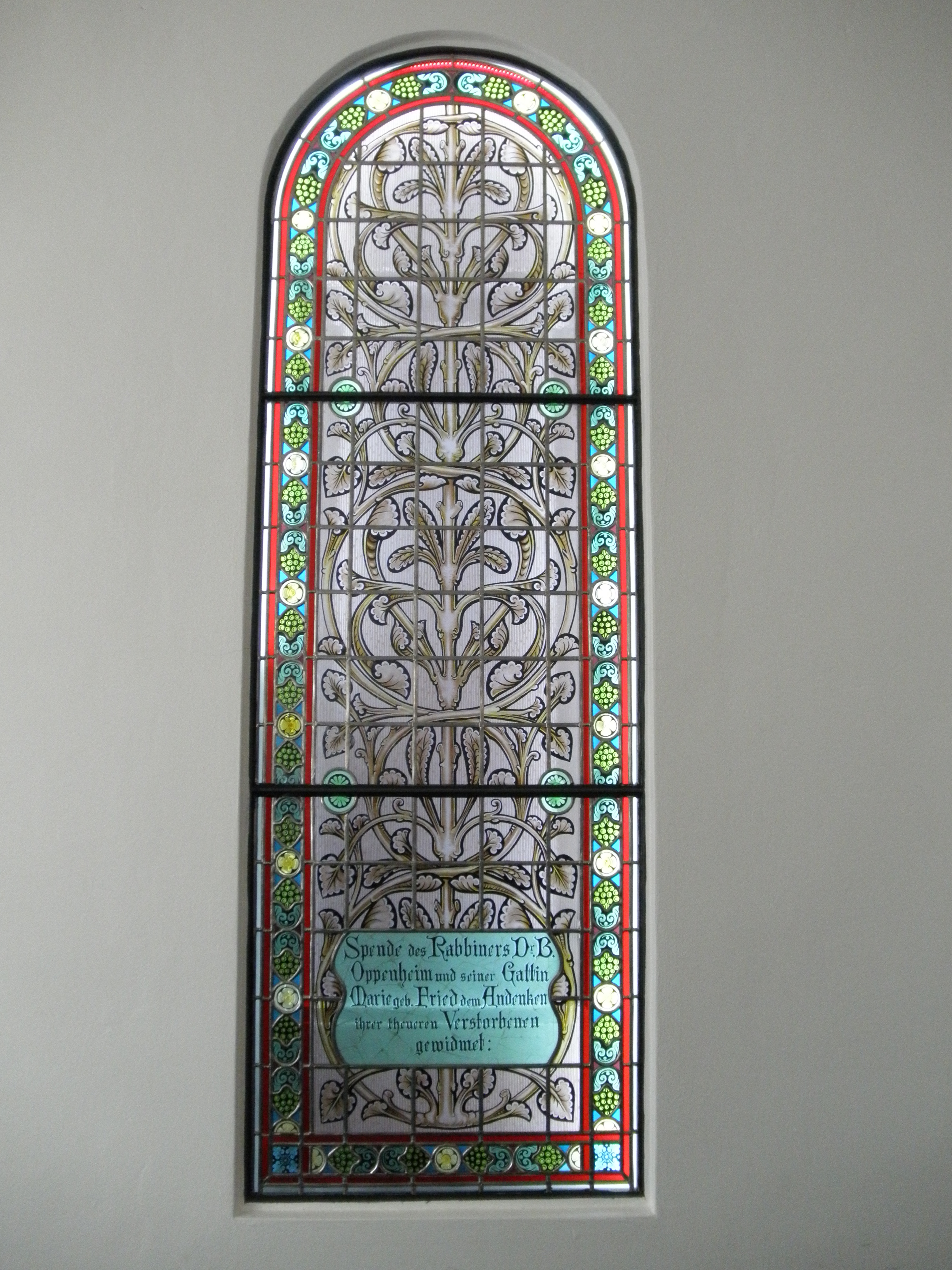
Jedno z několika zachovalých barevných vitrážových oken s dedikací z roku 1897